# Заплоття
Заплоття (рос. Заплотье) — присілок у Лузькому районі Ленінградської області Російської Федерації.
Населення становить 32 особи. Належить до муніципального утворення Заклинське сільське поселення.

## Історія
Згідно із законом від 28 вересня 2004 року № 65-оз належить до муніципального утворення Заклинське сільське поселення.

## Населення
| 1997 | 2007 | 2010 |
| ---- | ---- | ---- |
| 27   | ↘16  | ↗32  |